# Hinter Tierberg
L'Hinter Tierberg (3.447 m s.l.m.) è una montagna delle Alpi Urane.

## Descrizione
Si trova lungo la linea di confine tra il Canton Berna ed il Canton Uri. La vetta può essere raggiunta partendo dalla Trifthütte (2.520 m).